# 阿维亚特
阿维亚特是位於加拿大努納武特地區的基瓦里奇地区南部，哈德遜灣西岸的一個城市，總人口為2864人。阿维亚特是一個傳統因努伊特人社區，是努纳武特地區人口是第三多城市。阿维亚特狩獵和漁業是非常活躍的。城市附近有很多野生動物，例如有北極熊、鵝和鯨魚和馴鹿。